# کامبوج در المپیک تابستانی ۲۰۲۴
کاروان المپیکی کامبوج، یکی از کاروان‌های شرکت‌کننده در بازی‌های المپیک تابستانی ۲۰۲۴ بود. این دوره از بازی‌ها از ۲۶ ژوئیه تا ۱۱ اوت ۲۰۲۴ (۵ تا ۲۱ امرداد ۱۴۰۳ خورشیدی) به میزبانی پاریس، پایتخت فرانسه برگزار شد. این حضور، هشتمین حضور پیاپی این کاروان در المپیک تابستانی پس از بازگشت به المپیک از سال ۱۹۹۶ بود. در پایان این دوره، کامبوجی‌ها مانند ادوار گذشته موفق به کسب هیچ مدالی نشدند.

## شرکت‌کنندگان
ورزشکاران این کاروان در دو رشته به رقابت پرداختند. با این حال، هیچ‌کدام از آن‌ها سهمیه را کسب نکرده بودند و همه با استفاده از بلیت وایلدکارت در این مسابقات حاضر بودند.
| ورزش        | مردان | زنان | مجموع |
| ----------- | ----- | ---- | ----- |
| دو و میدانی | ۱     | ۰    | ۱     |
| شنا         | ۱     | ۱    | ۲     |
| مجموع       | ۲     | ۱    | ۳     |